# Коломбі-Ангерні
Коломбі-Ангерні (фр. Colomby-Anguerny) — муніципалітет у Франції, у регіоні Нижня Нормандія, департамент Кальвадос. Коломбі-Ангерні утворено 1 січня 2016 року шляхом злиття муніципалітетів Ангерні i Коломбі-сюр-Тан. Адміністративним центром муніципалітету є Ангерні. Населення — 1306 осіб (01.01.2021).